# Ефект кобри

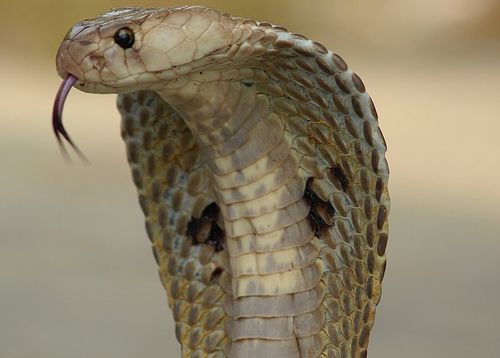
Індійська кобра

Ефе́кт ко́бри (англ. cobra effect) — англомовний ідіоматичний вираз, що застосовується для характеристики ситуації, коли рішення, прийняте для розв'язання якоїсь проблеми, призводить до небажаного результату, прямо протилежного поставленій меті. Тж. використовується термін «порочний стимул» (англ. perverse incentive).
Термін «ефект кобри» виник за часів англійського колоніального правління в Індії. Англійці виявили, що розвелося занадто багато кобр. Аби позбутися отруйних змій, губернатор призначив нагороду за кожну здану голову змії. Спершу кількість змій швидко знизилася після їх знищення. Однак потім індійці швидко пристосувалися, почавши розводити кобр, щоб отримувати премію. Зрештою, коли премія за вбиту кобру була скасована, то виявилося, що кількість отруйних кобр не тільки не зменшилася, але й навіть зросла.
Аналогічна ситуація виникла в Ханої за часів французького колоніального правління у В'єтнамі, коли колоніальна влада розробила програму знищення щурів, виплачуючи винагороду за кожного вбитого щура. При цьому підставою для виплати винагороди був хвіст убитого щура. Як наслідок, населення, аби заробити, стало фактично розводити цих гризунів. Упійманих щурів часто не вбивали, а лише відрізали їм хвости для того, щоб отримати винагороду. Безхвостих щурів просто відпускали для того, щоб ті розмножувалися далі і забезпечували в майбутньому ловців щурів винагородою.
Ще один приклад: знищення горобців, масштабна кампанія з боротьби з сільськогосподарськими шкідниками, організованої в Китаї в рамках політики Великого стрибка (1958–1962). Знищення горобців привело до важких порушень екологічного балансу, внаслідок яких різко збільшилася популяція комах, що винищували врожаї. Волюнтаристські експерименти в поєднанні з колективізацією привели до великого голоду.
У книзі відомого німецького економіста Горста Зіберта «Ефект кобри: як уникнути помилок у політиці» наводиться багато прикладів зі сфери економіки та політики, коли влада, приймаючи ті чи інші заходи регулювання, не враховувала повною мірою, яким чином будуть реагувати ті особи, на яких розраховані ці заходи впливу. Рішення, що приймаються без належного аналізу проблеми, не досягаючи при цьому бажаного результату й отримали назву «ефект кобри».
За часів Сталіна було введено податок на дерева. Це не призвело до збільшення надходжень до скарбниці, але призвело до масової вирубки фруктових дерев.